# Yulin (Shaanxi)
Yulin (cinese: 榆林; pinyin: Yúlín) è una città-prefettura della Cina nella provincia dello Shaanxi.